# 鲁西丁娜·安塔妲尤·利奥丁金
鲁西丁娜·安塔妲尤·利奥丁金（1993年6月15日—），印尼女子羽毛球運動員。

## 簡歷
2014年4月，鲁西丁娜·安塔妲尤·利奥丁金出戰印尼羽毛球國際系列賽，在女单準决赛以1比2（18-21、21-17、10-21）不敌赛会头号种子、队友的菲比·安古尼。
2015年9月，鲁西丁娜·安塔妲尤·利奥丁金出戰越南羽毛球國際系列賽，在女单準决赛以0比2（19-21、14-21）不敌马来西亚新星的吳堇溦。
2016年5月，鲁西丁娜·安塔妲尤·利奥丁金出戰樂魚國際挑戰賽，在女單準決賽，但最後因傷退賽。
2017年3月，鲁西丁娜·安塔妲尤·利奥丁金出戰越南羽毛球國際挑戰賽，在女单準決賽以0比2（16-21、16-21）不敌赛会头号种子、越南名将的武氏妆。

## 主要比賽成績
只列出曾進入準決賽的國際賽事成績：
| 年份   | 賽事                 | 公開賽級別 | 項目     | 成績   |
| ------ | -------------------- | ---------- | -------- | ------ |
| 2014年 | 印尼羽毛球國際系列賽 | 國際系列賽 | 女子單打 | 準決賽 |
| 2015年 | 越南羽毛球國際系列賽 | 國際系列賽 | 女子單打 | 準決賽 |
| 2016年 | 樂魚羽毛球國際挑戰賽 | 國際挑戰賽 | 女子單打 | 準決賽 |
| 2017年 | 越南羽毛球國際挑戰賽 | 國際挑戰賽 | 女子單打 | 準決賽 |

| 2007-2017年 | 首要超級賽 | 超級賽 | 黃金大獎賽 | 大獎賽 | 國際挑戰賽 | 國際系列賽 | 未來系列賽 | 其他 |

| 2018-2026年 | 總決賽 | 超級1000賽 | 超級750賽 | 超級500賽 | 超級300賽 | 超級100賽 | 國際挑戰賽 | 國際系列賽 | 未來系列賽 | 其他 |